# Musée du Pôle culturel du Monastère des Ursulines
Pour les articles homonymes, voir Musée des Ursulines.

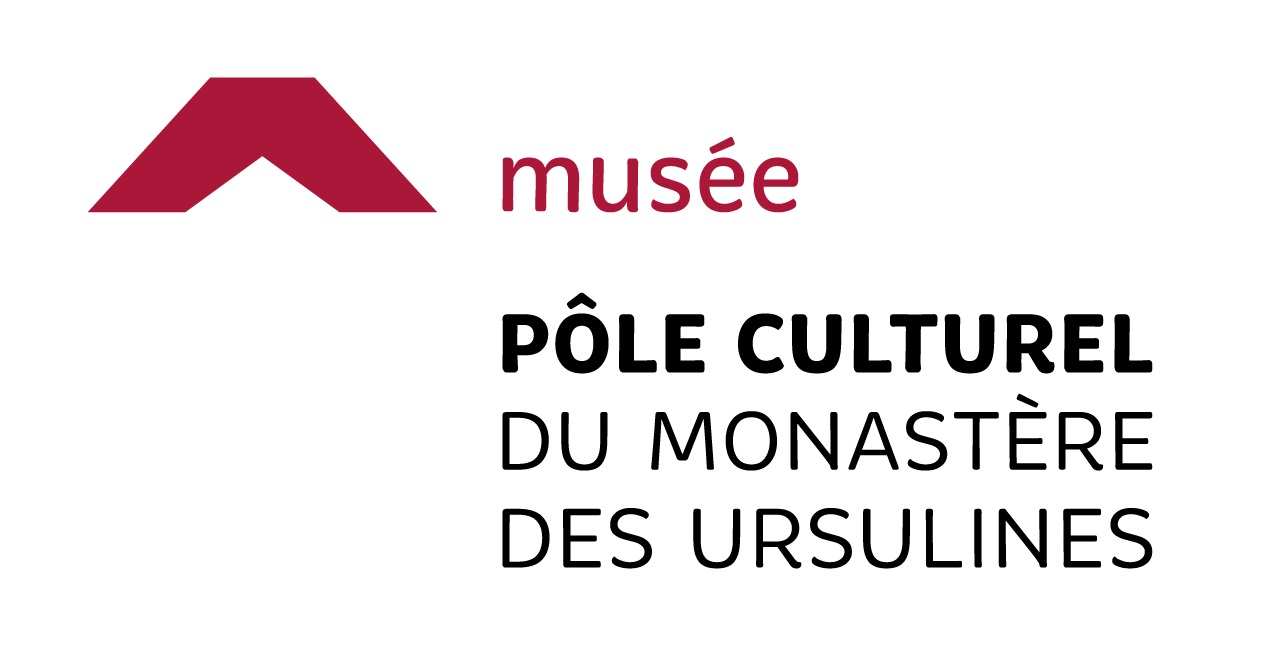
Logo du département « musée » du Pôle culturel du Monastère des Ursulines

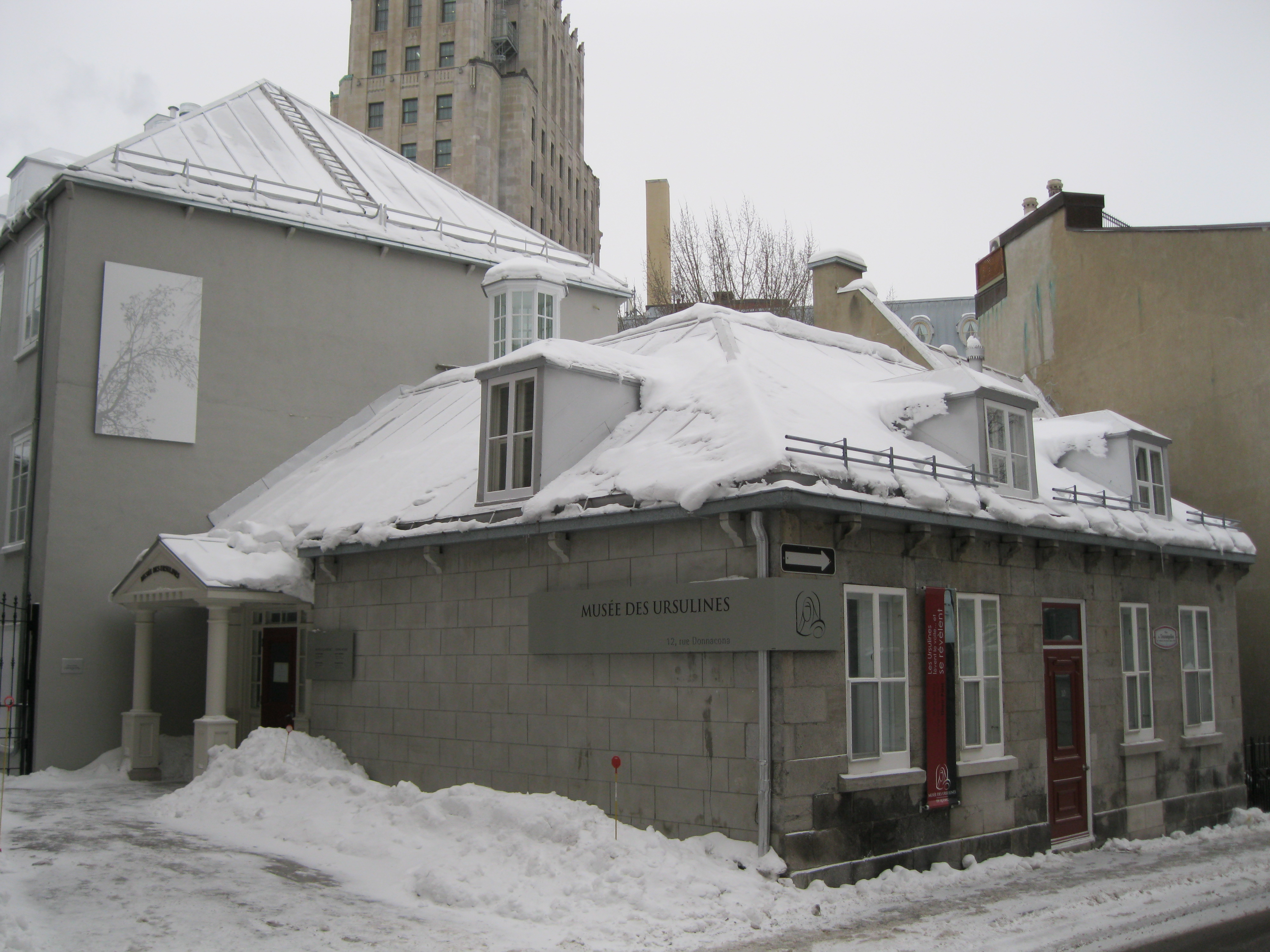
Entrée du musée

Le musée du Pôle culturel du Monastère des Ursulines est un musée d'histoire situé à Québec mettant en valeur le legs culturel des Ursulines de Québec. Il est situé au 12 rue Donnacona, sur le site de l'ancienne maison de Marie-Madeleine de Chauvigny de la Peltrie. 
Le musée du Pôle culturel du Monastère des Ursulines était autrefois connu sous le nom de Musée des Ursulines de Québec. À la suite du lancement du Pôle culturel, en mai 2018, son nom officiel a été changé.  

## Histoire

Ancien logo du musée.

La création des collections des Ursulines de Québec est étroitement liée à la mise en place de l’institution muséale au sein de la Communauté. En effet, la première forme muséale est instituée en 1936 avec ce que l’on nomme le Musée monastique. En fait, il s’agit d’expositions estivales qui ont lieu dans le Grand parloir de L’École des Ursulines de Québec. Ainsi, aux fins d’exposition, certaines religieuses sélectionnent des objets parmi ceux conservés dans les greniers et sous-sols du Monastère du Vieux-Québec. 
En 1946, le Musée des Ursulines de Québec devient permanent et, associé aux archives, est nommé le Musée-archives. Les collections sont alors constituées d’objets (objets pédagogiques, sculptures, peintures) et d’archives.
Puis, en 1964, le Musée est déménagé dans l’ancien externat de la Communauté dans le Centre Marie-de-l’Incarnation. La présentation, de nature ethnologique, est reliée à la fondatrice des Ursulines de Québec.
Une réflexion amorcée par les religieuses entraîne en 1964, l’ouverture du Centre Marie-de-l’Incarnation qui devient le nouveau lieu de diffusion de l’histoire de la communauté. Fort d’un grand succès, le Centre s’agrandit jusqu’à ce que, en 1979, il soit scindé en deux entités distinctes : le Centre Marie-de-l’Incarnation et le Musée des Ursulines de Québec.
C’est d’ailleurs en 1979 que le Musée reçoit de ce ministère son accréditation et sa première subvention au fonctionnement. Avec à sa direction sœur Gabrielle Dagneault, docteure en histoire de l’art, le Musée rompt avec sa fonction pastorale et s’oriente vers une mise en valeur culturelle et sociale du patrimoine des Ursulines. La collection, qui fait l’objet de recherches approfondies en vue de la documenter, devient alors un outil de communication privilégié.
2009, est une grande année pour le Musée des Ursulines de Québec qui en renouvelant son exposition permanente, mets pour la première fois en vedette la mission première des Ursulines depuis leur fondation au XVIe siècle par Angèle Mérici : l’éducation des filles.
En 2017 est dévoilé l'aboutissement de la réflexion des religieuses quant à l'avenir du Musée des Ursulines : un nouvel organisme, le Pôle culturel du Monastère des Ursulines, prendra la relève en administrant le Musée. Le Pôle a pour mission de préserver et de mettre en valeur le legs culturel des Ursulines par ses départements du musée, des archives et de la médiation culturelle. 
À la faveur du lancement du Pôle culturel du Monastère des Ursulines, le Musée des Ursulines devient le musée du Pôle culturel du Monastère des Ursulines.

## Les expositions
Le musée comprend actuellement trois expositions et un espace d'accueil et d'interprétation :

### L'Académie des demoiselles
Véritable incursion au cœur du pensionnat, lieu d’enseignement et d’éducation, mais aussi lieu de vie des religieuses et de leurs élèves, cette exposition raconte le parcours de générations de filles et de femmes qui ont sillonné les couloirs du Vieux Monastère.
Les 19e et 20e siècles, période de grande effervescence et d’apogée pour le pensionnat, sont à l’honneur. Collection d’objets, patrimoines écrit et livresque donnent matière et forme au quotidien des religieuses et de leurs élèves. Au rythme des salles d’expositions, le cadre de vie du pensionnat, l’horaire de la journée, les matières enseignées, les récréations, se mettent en scène et s’animent.
Humanisme et féminité, fierté et sentiment d’appartenance constituent la trame vive de cette exposition et, à travers elle, celle de l’histoire des femmes au Québec

### Broder comme une ursulines

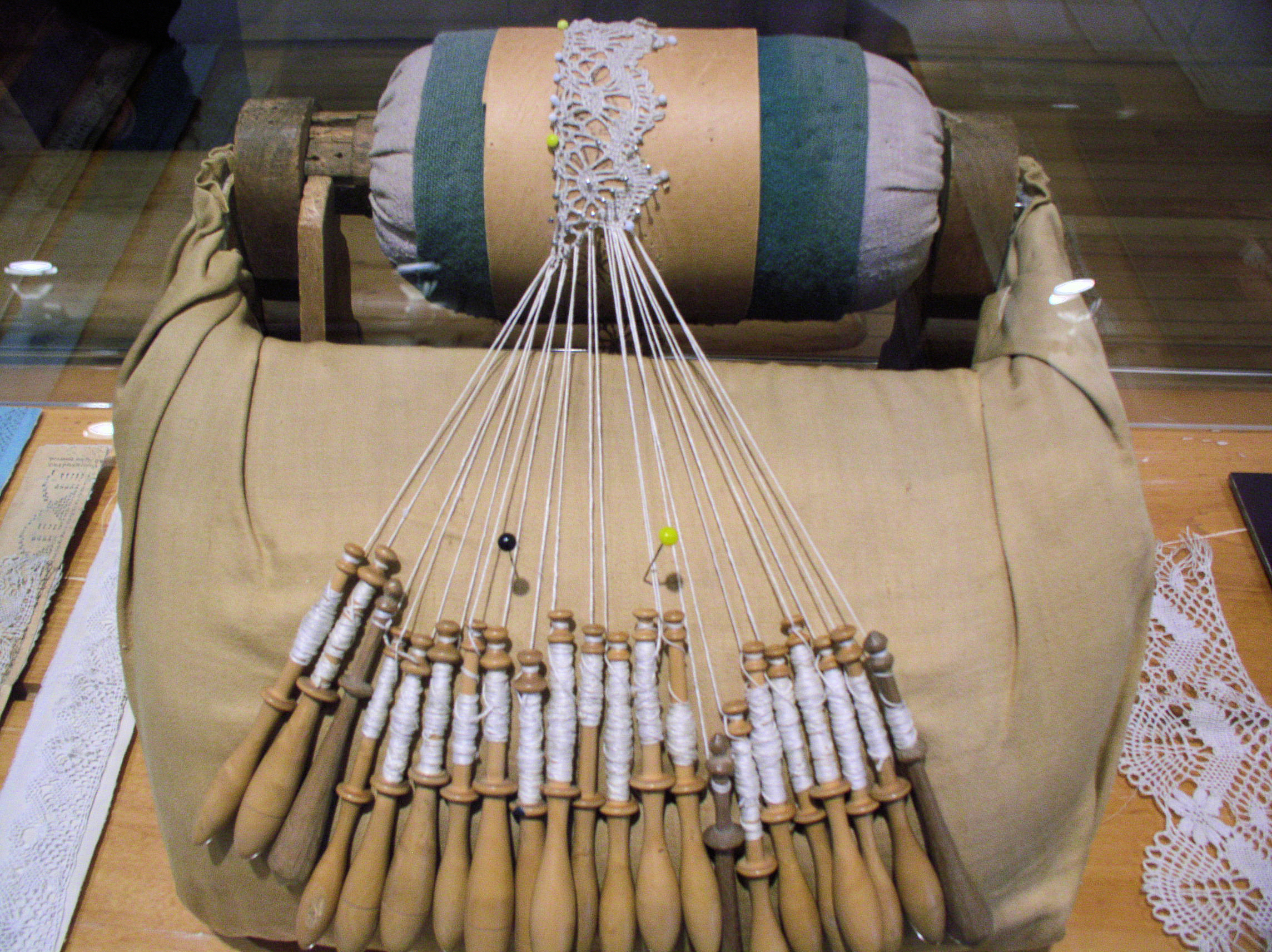
Dentelle au fuseau en progression

Cette exposition entrouvre les portes de l’atelier de broderie des Ursulines, espace de création mystérieux où œuvrèrent des générations de religieuses depuis Marie de l’Incarnation. Elle est le fruit de l’impulsion donnée par la découverte de patrons de broderie qui viennent confirmer que les ornements brodés par les ursulines avaient été dessinés dans leur atelier. Les visiteurs sont donc invités à découvrir l’extraordinaire savoir-faire des brodeuses du Monastère de Québec par ces documents d’exceptions et les broderies dont ils furent le modèle.
Pour les audacieux, la zone créative point par point vous invite à expérimenter vos nouveaux savoirs en brodant quelques points sur un canevas géant.

### C'est en jouant que l'on devient grand
Le jeu fait partie du quotidien des élèves des Ursulines. Désirant éduquer plutôt qu’enseigner, les religieuses estiment que, bien au-delà du plaisir qu’il procure, le jeu participe aux apprentissages et au développement de la personne – il aide à devenir grand. 
L’exposition C’est en jouant que l’on devient grand présente pour la première fois l’étonnante collection de jouets et de jeux des Ursulines. 

### Mémoire d'une maison - espace d'accueil et d'interprétation
L'histoire du bâtiment racontée maquette par maquette, objet par objet, sortis de terre pour venir au jour.

## Visite de la chapelle historique
Le décor de la chapelle des Ursulines de Québec est reconnu comme l’un des plus beaux ensembles de bois sculpté qui existent au Québec. Réalisé par Pierre-Noël Levasseur de 1726 à 1736, puis doré par les Ursulines de 1736 à 1739, le décor est réintégré à la nouvelle chapelle lors de sa reconstruction en 1901 et 1902.

En saison estivale, il est possible de visiter la chapelle.

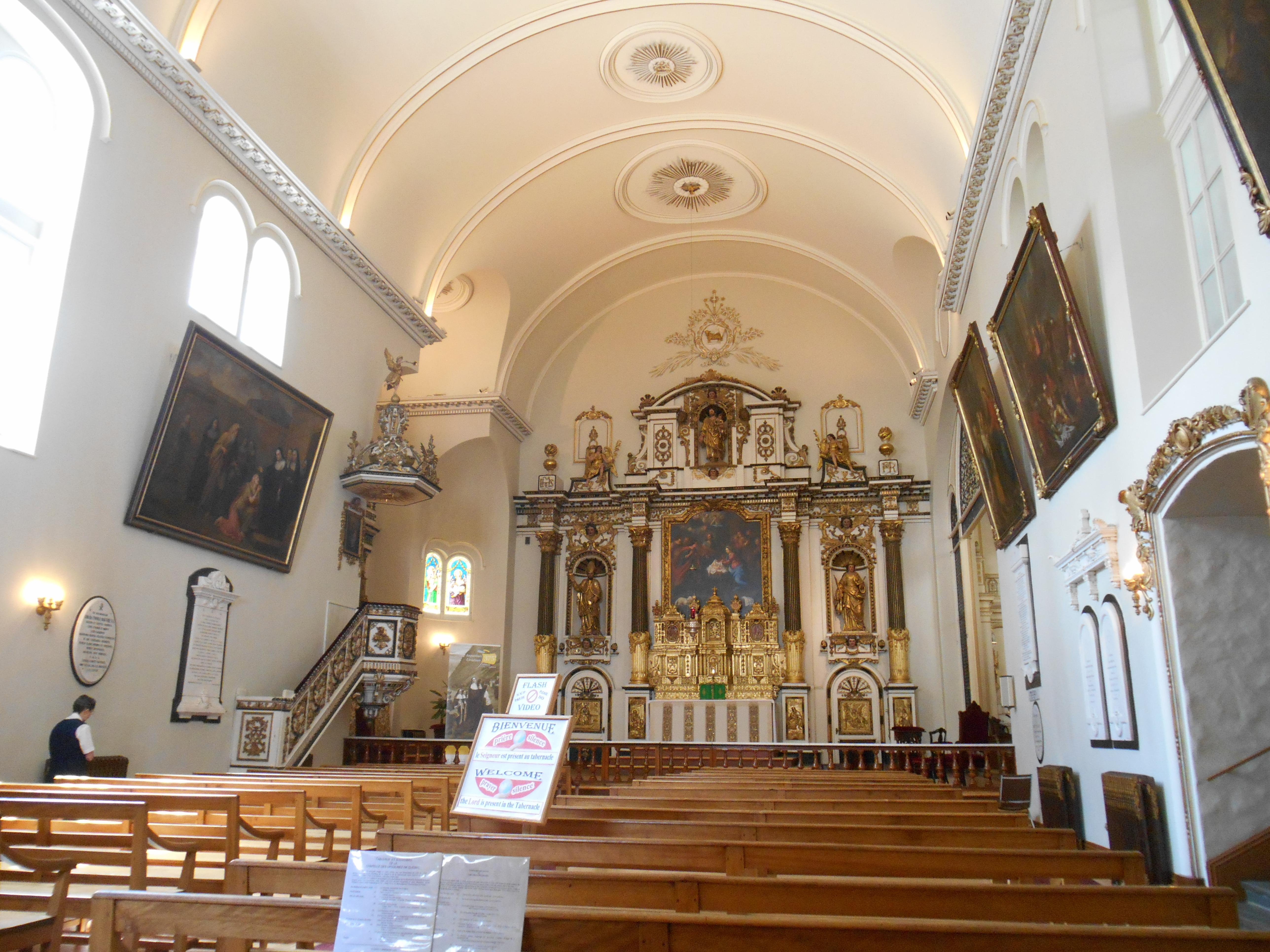
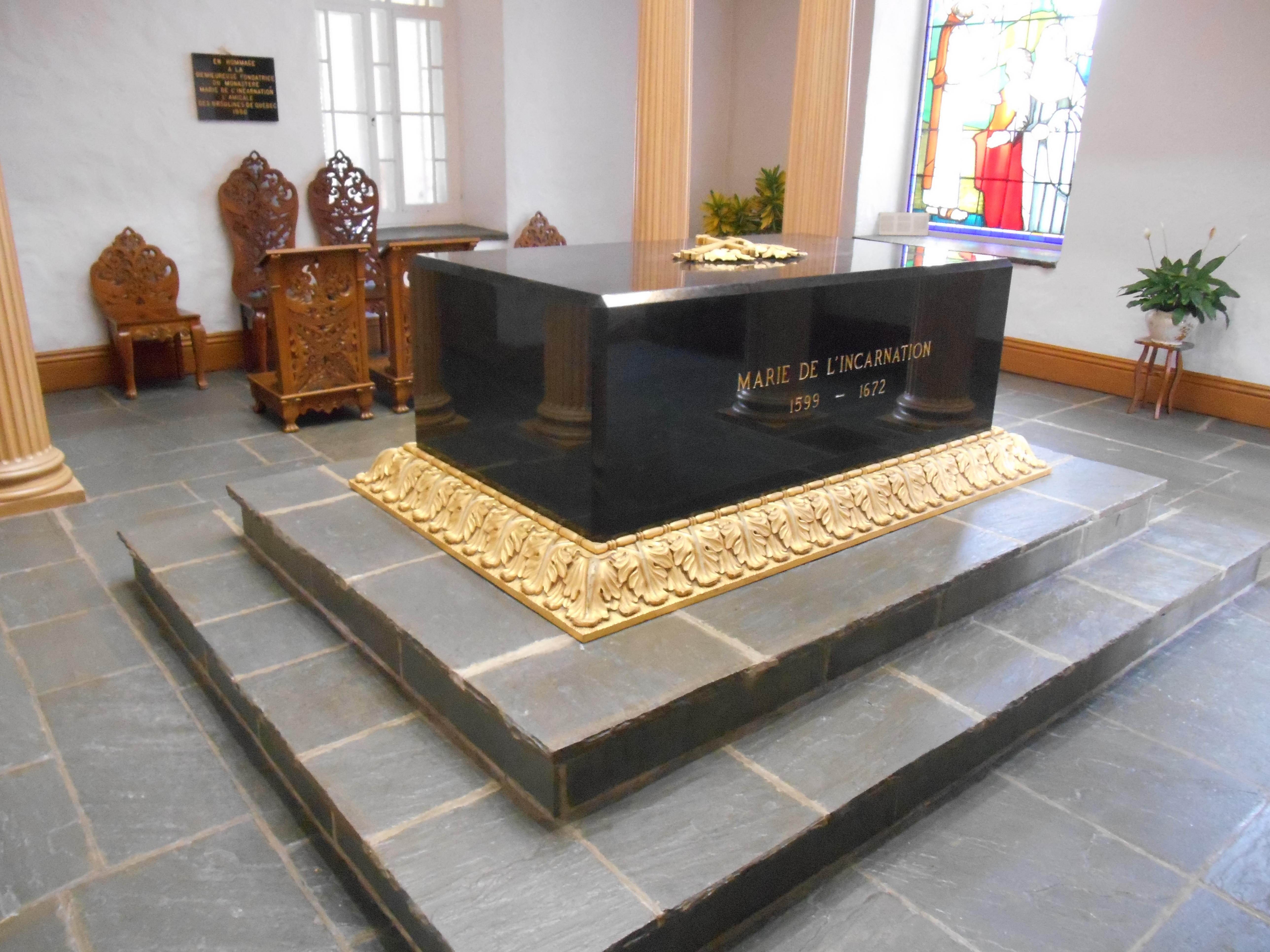
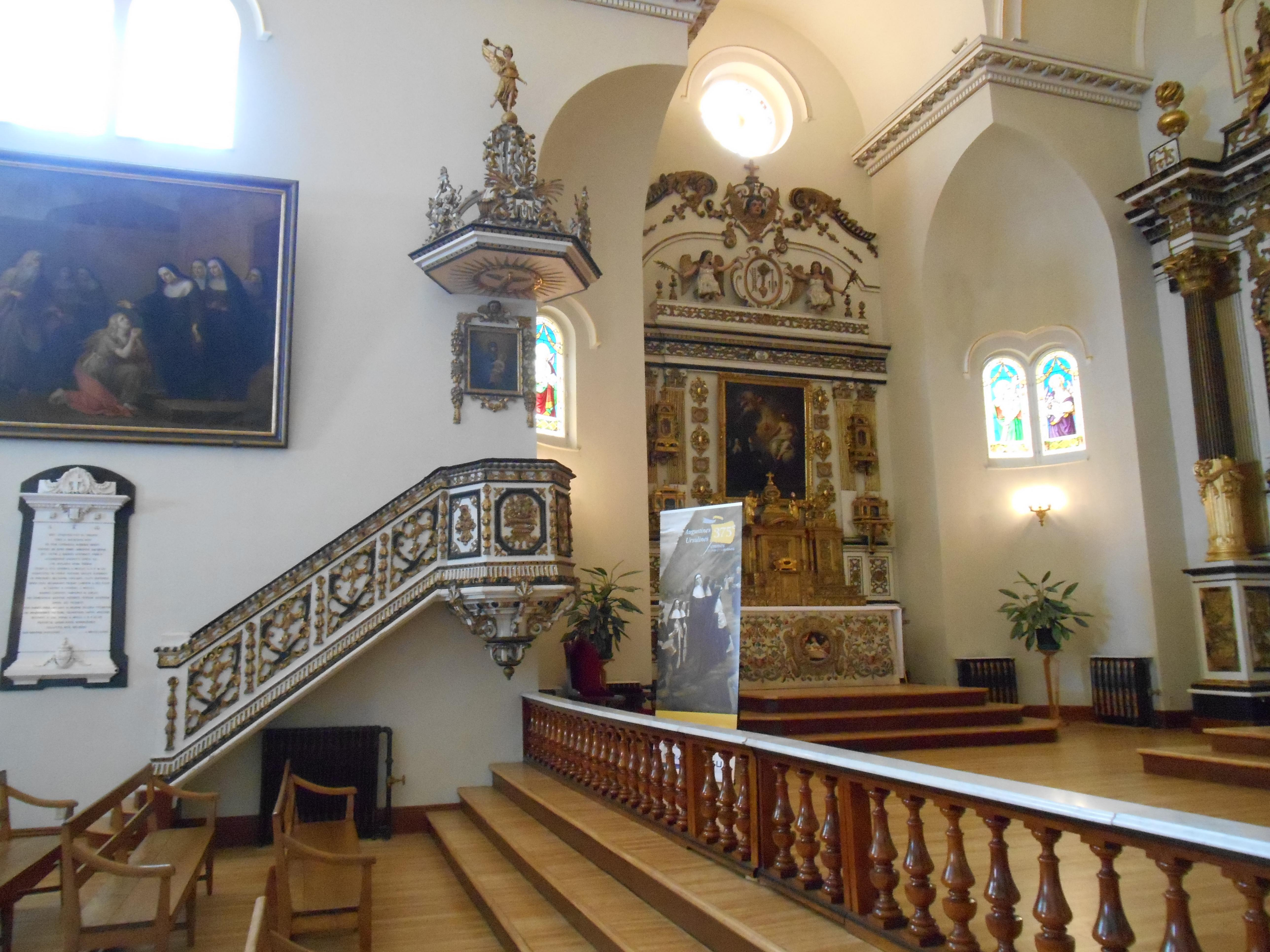
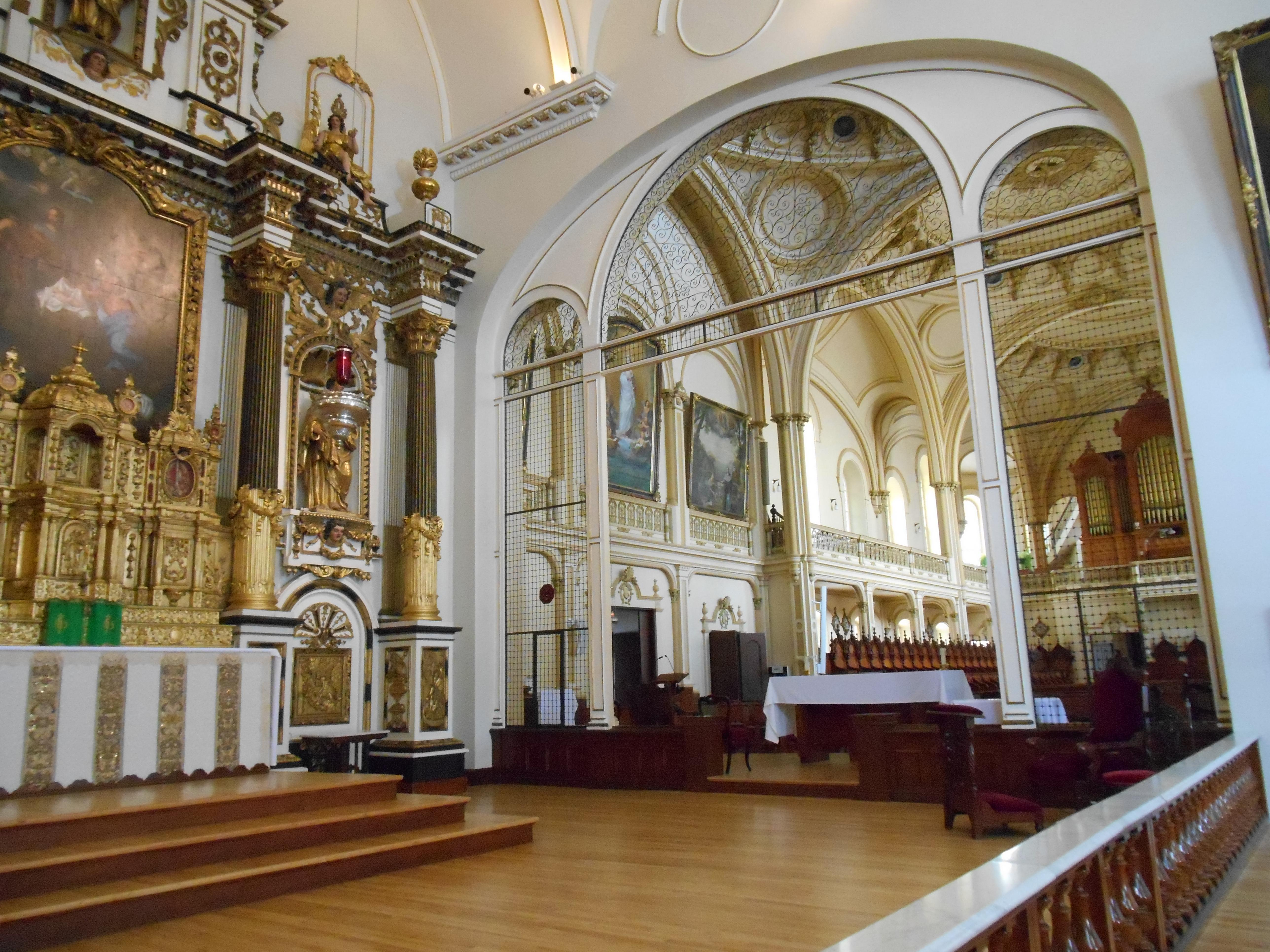